# Fredlanea cymatilis
Fredlanea cymatilis är en skalbaggsart som först beskrevs av Lane 1966.  Fredlanea cymatilis ingår i släktet Fredlanea och familjen långhorningar. Inga underarter finns listade i Catalogue of Life.